# Synodontis batensoda
Synodontis batensoda es una especie de peces de la familia Mochokidae en el orden de los Siluriformes.

## Morfología
• Los machos pueden llegar alcanzar los 50 cm de longitud total y 1.500 g de peso.

## Reproducción
Es ovíparo.

## Alimentación
Es omnívoro: come plancton, algas, detritus, insectos, larvas de quironómidos, crustáceos bentónicos y moluscos.

## Hábitat
Es un pez de agua dulce y de clima tropical (23 °C-27 °C).

## Distribución geográfica
Se encuentran en África:  cuencas de los ríos  Nilo,  Níger (incluyendo el río Bénoué),  Senegal y  Gambia, y del lago Chad.